# Medalha Sue Tyler Friedman
A   Medalha  Sue Tyler Friedman    é uma recompensa científica  concedida pela  Sociedade Geológica de Londres para um autor de trabalho sobre  história da geologia. Foi nomeada em homenagem a Sue Tyler Friedman.
A primeira medalha  Sue Tyler Friedman foi concedida em 1988.

## Laureados
- 1988 - Martin J. S. Rudwick
- 1989 - Stephen Jay Gould
- 1990 - William Antony Swithin Sarjeant
- 1991 - Hugh Simon Torrens
- 1992 - Francois Ellenberger
- 1993 - Thomas George Vallance
- 1994 - David Roger Oldroyd
- 1995 - Homer Eugene Le Grand
- 1996 - Gordon Leslie Herries Davies
- 1997 - Martin Guntau
- 1998 - Kenneth L. Taylor
- 2000 - James Andrew Secord
- 2003 - Rhoda Rappaport
- 2005 - Ursula Bailey Marvin
- 2007 - Jack Morrell[1]
- 2009 Philippe Taquet
- 2012 Cherry Lewis
- 2013 Henry Frankel
- 2014 Edward Rose
- 2015 David Branagan
- 2016 Richard Howarth
- 2017 Mott Greene
- 2020 Sandra Herbert[2]